# Souk Ech-Chaouachine

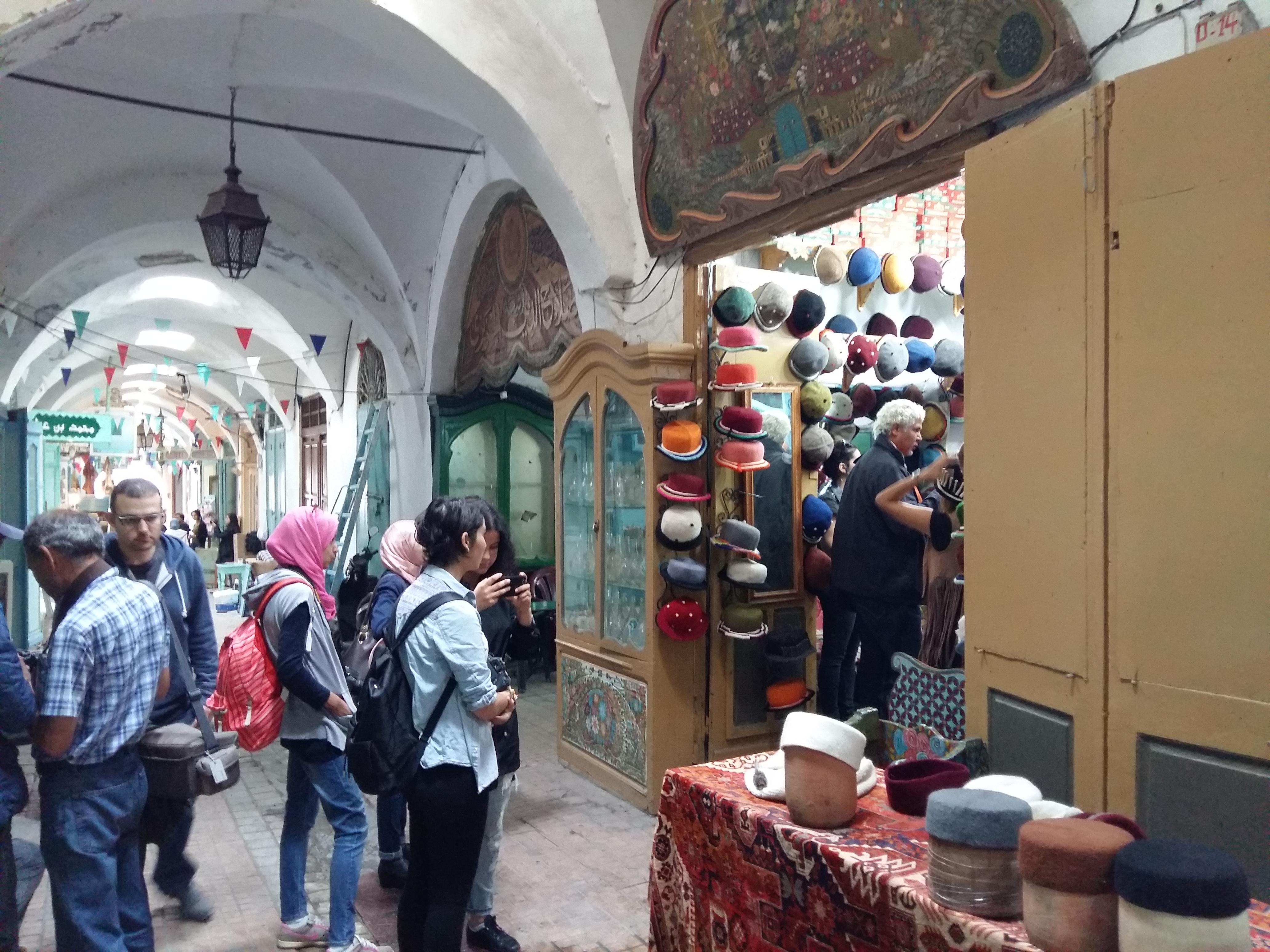
Vue actuelle du souk Ech-Chaouachine.

Le souk Ech-Chaouachine (arabe : سوق الشواشين) est l'un des souks de la médina de Tunis. Subdivisé en trois parties, il est spécialisé dans la vente des chéchias.

## Histoire

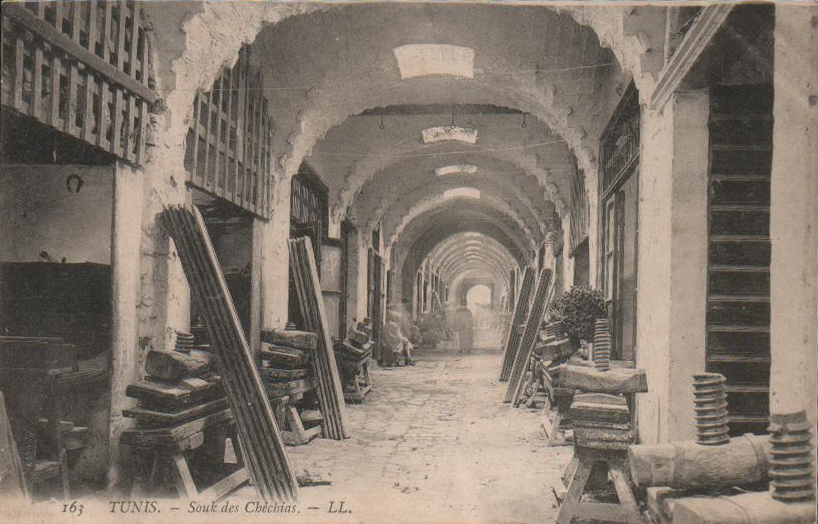
Vue ancienne du souk Ech-Chaouachine.

Selon le chroniqueur Al Wazir Al Sarraj, c'est Mohamed Bey El Mouradi qui ordonne la construction du souk en 1691-1692, à la suite de l'impulsion donnée à l'artisanat de la chéchia par les immigrés morisques au début du XVIIe siècle. Les artisans appelés chaouachis sont exclusivement d’origine andalouse et constituent dès lors l'une des corporations les plus importantes du pays. Leur activité lucrative, implantée exclusivement à Tunis, possède un cérémonial, des mécanismes et des règles qui lui sont propres même si, comme les autres métiers traditionnels, elle est gérée par un amine.

## Localisation

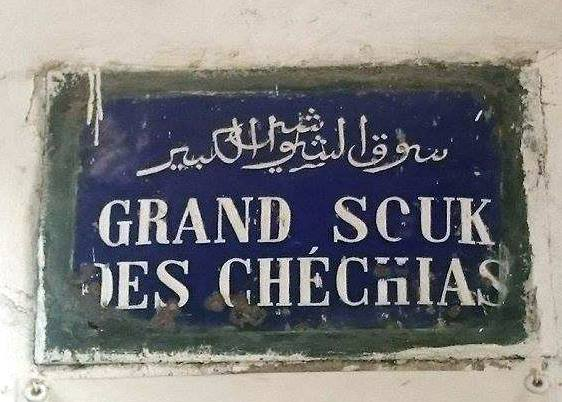
Plaque métallique indiquant le Grand souk.

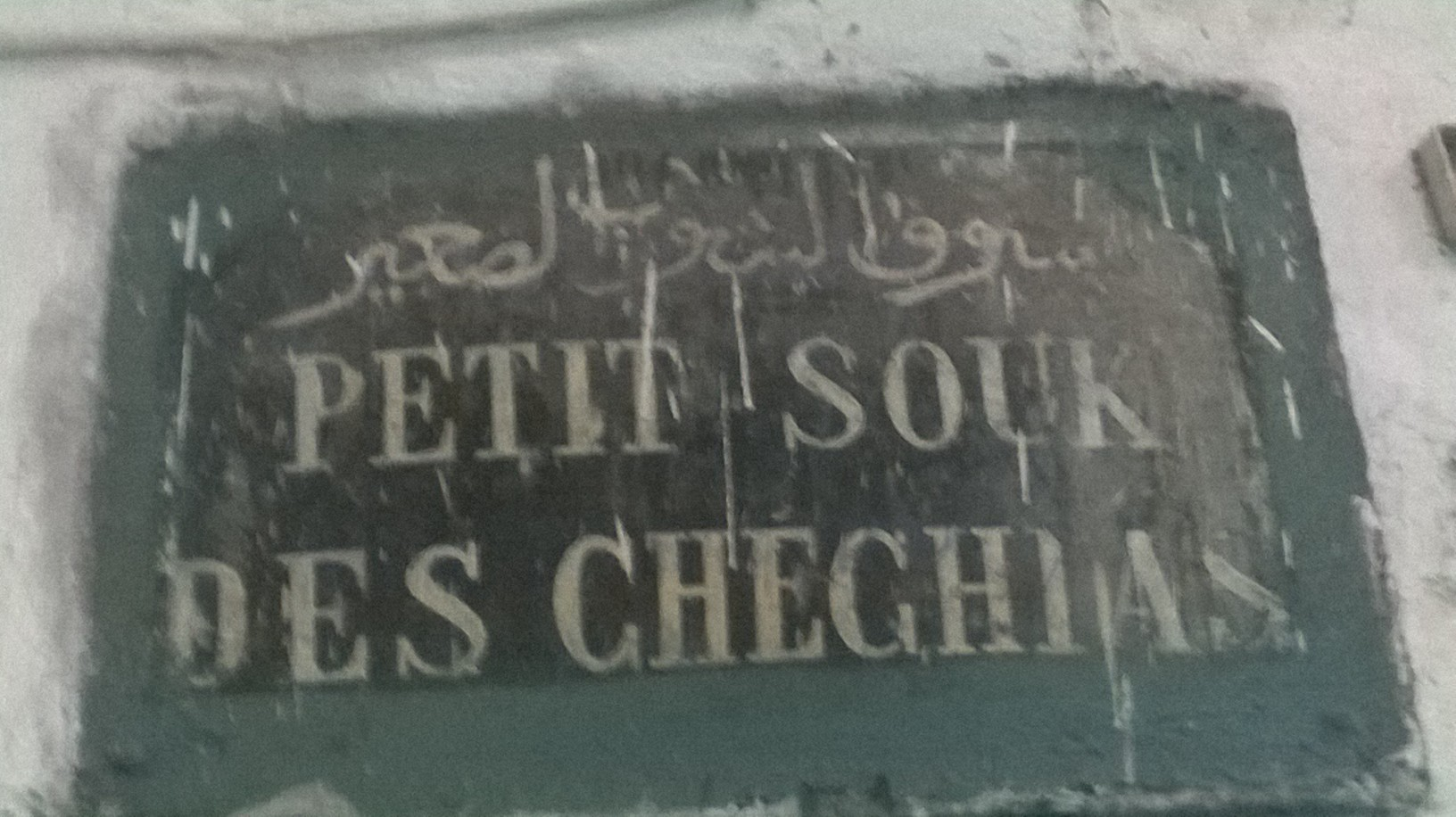
Plaque métallique indiquant le Petit souk.

Le souk est subdivisé en trois parties : le souk El Hafsi sur la rue de la Kasbah, le Petit souk et le Grand souk, localisés entre la rue Sidi Ben Arous et le souk El Bey, à proximité du Dar El Bey.

## Produits
Comme son nom l'indique, le souk Ech-Chaouachine est spécialisé dans la fabrication et la vente de la chéchia, un bonnet en laine de couleur rouge et ornée, pour les plus luxueuses, d'un gland de soie bleu foncé ou noire. Sa confection, qui exige plus de deux mois de travail, est segmentée en plusieurs tâches du tricotage jusqu'à la finition ; seuls la mise en forme, le feutrage et la finition sont réalisés au souk.

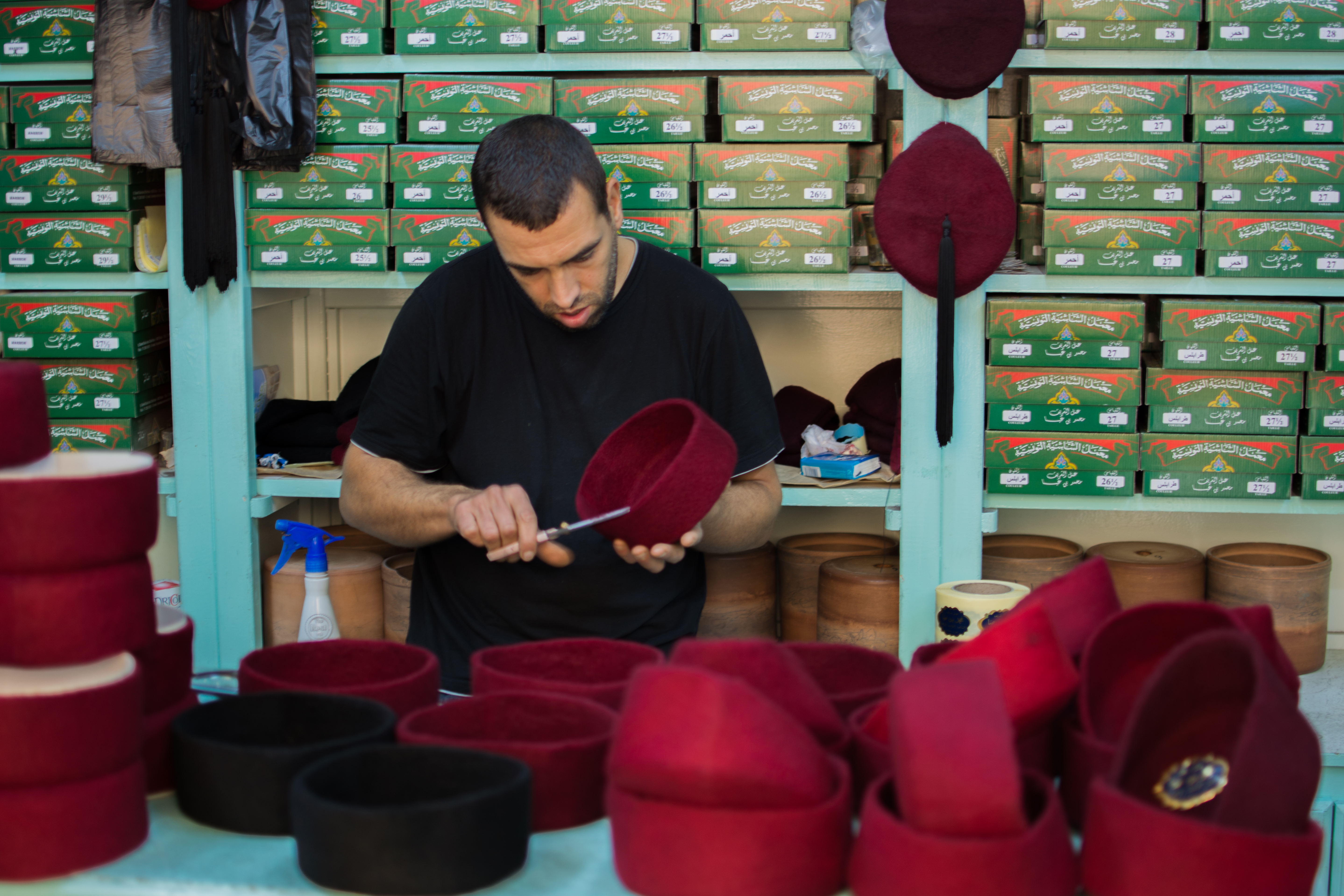
Chaouachi finissant une chéchia.

Dans les ateliers du souk, les ouvriers et apprentis travaillent traditionnellement sur des bancs en bois adossés aux murs, alors que le patron se tient derrière un comptoir pour recevoir les clients.

## Témoignages
Charles Lallemand, qui visite la Tunisie à la fin du XIXe siècle, livre un témoignage sur ce souk : 

« Beaucoup d'ateliers de cheouachia portent encore la marque de leur ancienne prospérité. Les établis sont sculptés, et l'atelier, ouvert sur la rue, est séparé de l'arrière-boutique par une sorte de jubé tout sculpté à jour. Quelques-uns sont d'une finesse de dentelle. Le premier plan, l'atelier aux établis pittoresques, est dans une sorte de clair-obscur, ne recevant aucune lumière directe. L'arrière-boutique est au contraire éclairée par le haut et en pleine lumière. Par la porte ouverte du jubé, le patron apparaît, lumineux, comme un dieu indien, immobile dans sa riche gandoura jaune, rouge ou couleur de turquoise. »